# 65-я транспортно-боевая вертолётная база
65-я транспортно-боевая вертолётная база — старейшая вертолётная часть Белоруссии. Сформирована 1 августа 1962 года как 65-й отдельный вертолётный полк, с 1964 года дислоцировалась в городе Кобрине Брестской области. Расформирована в 2004 году.
Накануне своего расформирования 65-я транспортно-боевая база имела три эскадрильи. 1 эскадрилья эксплуатировала вертолёты Ми-8Т и Ми-8МТ, вторая — Ми-26, а третья — вертолёты-постановщики помех Ми-8СМВ, Ми-8ППА, Ми-8МТП и Ми-8МТПИ.

## История части
В июне 1962 года Генштаб вооружённых сил СССР издал директиву о создании 65-го отдельного вертолётного полка, 25 июля того же года дополненную директивой командования Белорусского военного округа. Формирование части началось 1 августа в Межице Витебской области, основу её составила базировавшаяся в Лунинце 342-я отдельная вертолётная эскадрилья подполковника Михаила Полухина. Командиром новосозданного полка был назначен подполковник Милан Георгиевич Настасич — сербский лётчик, участник партизанского движения, на бомбардировщике Пе-2 бежавший из Югославии в СССР после разрыва отношений между странами в 1948 году.
1962—1970: п/п-к Настасич Милан Георгиевич

1970—1975: п-к Капустин Юрий Фёдорович

1975—1982: п-к Топтун Николай Васильевич

1982—1986: п/п-к Зайцев Павел Герасимович

1986—1988: п-к Костицын Валерий Александрович

1988—1990: п-к Сидоренко Сергей Иванович

1990—1992: п-к Фёдоров Геннадий Иванович

1993—1994: п-к Лыков Валерий Геннадьевич 

1994—1997: п-к Герцев Александр Дмитриевич

1997—1998: п-к Васильев Михаил Анатольевич 

1998—2004: п-к Баула Сергей Николаевич
В 1963 году полку было вручено Боевое Красное знамя. В следующем году полк был передислоцирован в Кобрин, аэродром которого пустовал к тому времени уже три года. В 60-е годы полк принимал участие в различных учениях и испытаниях вертолётов Ми-4 и Ми-6. В конце марта 1969 года 12 вертолётов Ми-4 65-го полка были в срочном порядке привлечены к спасательным работам после сильного землетрясения в городе Кзыл-Орда.
В 1970 году личный состав полка осваивал новую технику — вертолёты Ми-8. В 1974 году вертолётчики полка принимали участие в эвакуации людей и оказании гуманитарной помощи во время сильного паводка в Брестской области. В 1977 году сформирована 5-я вертолётная эскадрилья.
В 1982 году целый ряд военнослужащих полка отправлен в Афганистан, отдельные экипажи отправлены на боевую работу в Сирию. В 1985 году две эскадрильи отправлены в Афганистан, одна — в Эфиопию. В 1986 году экипажи полка привлечены к работам по ликвидации последствий Чернобыльской аварии. В 1990 году полк в полном составе переброшен в Армению для выполнения «операции по восстановлению конституционного порядка», базировался в Эребуни.

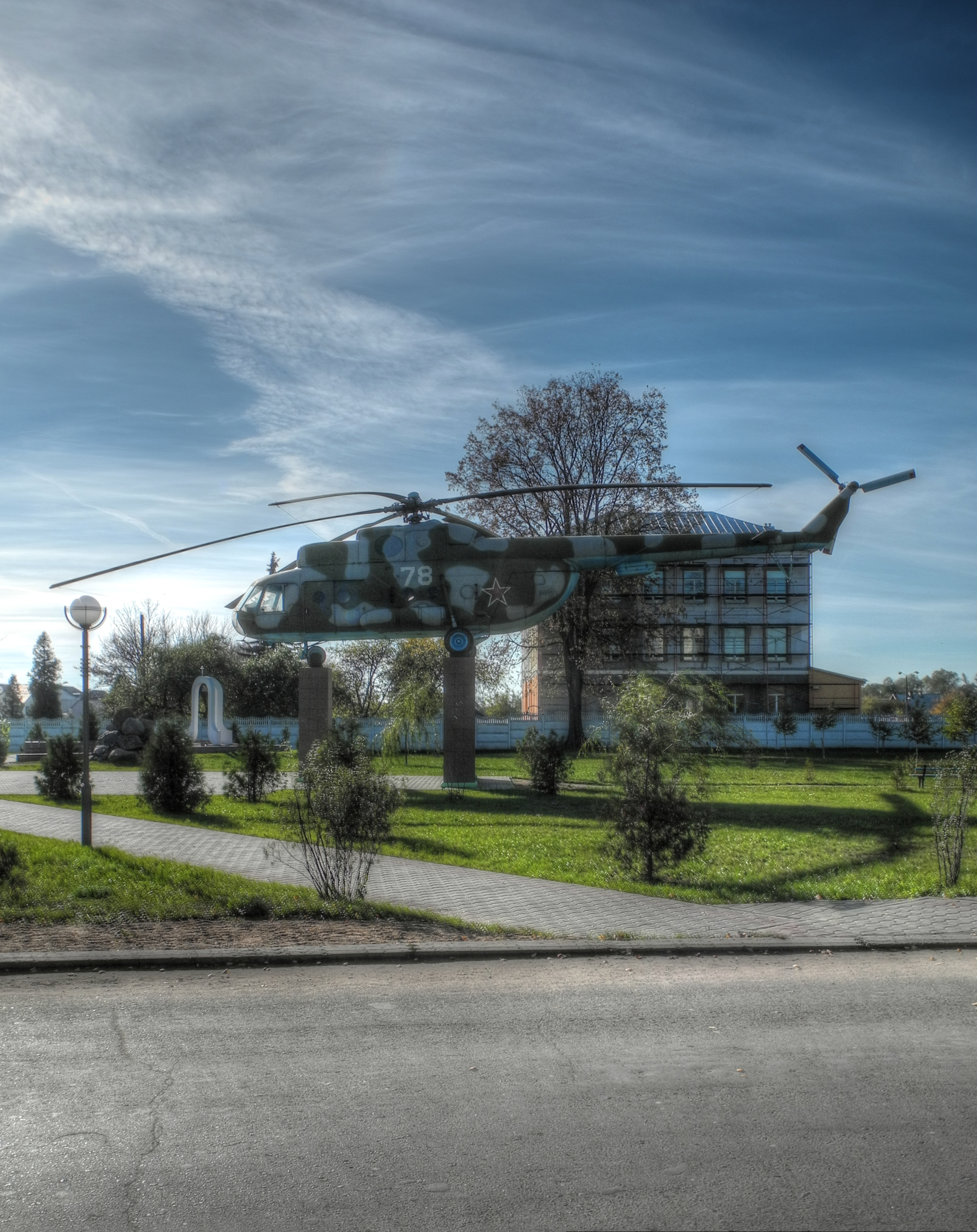
Вертолёт Ми-8, установленный на территории бывшего кобринского военного городка в качестве памятника авиаторам 65-й транспортно-боевой вертолётной базы

В 1992 году состоялось принесение личным составом присяги на верность Республике Беларусь. В следующем году директивой Министерства Обороны полк преобразован в авиационную базу. Часть была переформирована и переведена на новое штатное расписание. В том же году лётчики принимали участие в транспортировке вертолётов Ми-26 для проведения гуманитарной миссии ООН в Камбодже. В 1996 году 65-я авиабаза была переформирована в 65-ю транспортно-боевую вертолётную базу с новым штатным расписанием. В 2000 году отдельные экипажи по договору с МЧС России участвовали в различных спасательных операциях и операциях по тушению лесных пожаров.
3 августа 2002 года база отпраздновала свой 40-летний юбилей. В том же году было принято решение о преобразовании базы в 65-ю отдельную смешанную вертолётную эскадрилью с задачей расформирования в течение одного года. В 2004 году база окончательно прекратила существование.